# 1289年
| 千纪： | 2千纪 |
| 世纪： | 12世纪 \| 13世纪 \| 14世纪                                                                                 |
| 年代： | 1250年代 \| 1260年代 \| 1270年代 \| 1280年代 \| 1290年代 \| 1300年代 \| 1310年代                           |
| 年份： | 1284年 \| 1285年 \| 1286年 \| 1287年 \| 1288年 \| 1289年 \| 1290年 \| 1291年 \| 1292年 \| 1293年 \| 1294年 |
| 纪年： | 己丑年（牛年）；元至元二十六年；杨镇龙安定元年；越南重興五年；日本正應二年                                 |

## 大事记
- 日本鎌倉幕府第七代征夷大將軍惟康親王因被懷疑謀反被流放至京都，後深草天皇之子久明親王繼任。
- 的黎波里伯國被伊斯蘭馬木留克蘇丹國的蘇丹嘉拉溫所消滅。
- 覺蘇瓦返回蒲甘即位為緬甸蒲甘王朝國王，但權力僅止於蒲甘附近地區，東方皎施地區有以敏象（英语：Myinsaing）城為據點的阿散哥也、阿剌者僧加藍、梯訶都，南方有馬都八的伐麗流、勃固的多羅跋（英语：Tarabya of Pegu），西方有阿拉干的明帝（Min Hti），北方的太公（英语：Tagaung, Mandalay）城有元軍駐紮。
- 元朝特使孟琪招撫爪哇國。克塔納伽拉（英语：Kertanegara of Singhasari）以霸主身份讓人在孟琪臉上刺字，引發1292年的元爪戰爭。

## 出生
- 10月4日︰路易十世，法國卡佩王朝國王。（1316年逝世，27岁）